# Nakheel Tower
Věž Nachíl, anglicky Nakheel Tower, původně označovaná jako Al-Burdž, tj. arabsky věž, je mrakodrap navržený pro Dubaj. Dle oficiálních zdrojů má být výška mrakodrapu minimálně 700 metrů, žádné další oficiální informace o výšce k dispozici nejsou. Přesto se spekuluje, že by mrakodrap mohl dosáhnout mnohem větší výšky, některé zdroje výšku odhadují až na 1200 metrů. Al-Burdž by se tak mohl stát nejvyšší budovou světa a překonat tak věž Burdž Chalífa. Stavba ale byla v lednu 2009 zastavena kvůli nedostatku financí.